# پرنده کوچک خوشبختی
پرندهٔ کوچک خوشبختی فیلمی ایرانی به کارگردانی پوران درخشنده و نویسندگی سیروس تسلیمی محصول سال ۱۳۶۶ است. این فیلم دومین تجربه بلند سینمایی پوران درخشنده محسوب می‌شود. عطیه معصومی، امین تارخ، هما روستا، جمیله شیخی، آزیتا لاچینی و شهلا ریاحی از بازیگران فیلم هستند.

## خلاصه داستان
داستان این فیلم دربارهٔ دختری به نام ملیحه (عطیه معصومی) است که بر اثر ضربه روحی در کودکی قدرت تکلم خود را از دست داده‌است و با یادآوری گذشته دچار تشنج عصبی می‌شود. او با همه دعوا می‌کند و با کسی دوست نیست و یک بار اقدام به خودکشی می‌کند تا اینکه با ورود خانم شفیق (هما روستا) تغییراتی در زندگی ملیحه اتفاق می‌افتد. پرنده کوچک خوشبختی فیلمی است که به مشکلات جامعه ایران و به آسیب‌شناسی شیوه‌های تعلیم و تربیت رایج می‌پردازد.

## بازیگران
- عطیه معصومی
- امین تارخ
- هما روستا
- جمیله شیخی
- آزیتا لاچینی
- شهلا ریاحی
- میترا قمصری
- فتحعلی اویسی
- مهدی میامی
- مرجانه گلچین
- فریدون ابوضیاء
- آناهیتا بیات
- تامارا رشیدی نوید
- ناهید سدی
- آرش ابوضیاء
- آرش کوهرنگی
- سعید دلیری
- مریم بهاری
- مهرناز درخشنده
- سپیده بیطرف
- یاسمن تسلیمی
- فریبا کاظمی
- محمد فرخی